# Samuel Rousseau
Pour les articles homonymes, voir Samuel Rousseau (homonymie) et Rousseau.
Samuel Alexandre Rousseau est un compositeur, organiste et musicographe français né le 11 juin 1853 à Neuve-Maison (Aisne) et mort le 1er octobre 1904 à Paris.

## Biographie
Fils d'un facteur d'harmoniums, Samuel Rousseau entre à l'âge de quatorze ans au Conservatoire de Paris, où il est en 1872 l'un des premiers élèves de la classe d'orgue de César Franck, avec Paul Wachs et Francis Thomé. Il étudie également la composition avec François Bazin, et obtient au sein de l'établissement un deuxième accessit d'harmonie et accompagnement en 1873, un deuxième accessit de contrepoint et fugue en 1875 ainsi qu'un premier prix d'orgue en 1877.
En 1878, il est lauréat (second nommé) du grand prix de Rome pour sa cantate La Fille de Jephté, d'après Édouard Guinand. Lors de son séjour à la villa Médicis à Rome de 1879 à 1881, il compose plusieurs opéras, parmi lesquels Dianora, qui est représenté à l'Opéra-Comique.
Après son retour à Paris, il devient organiste-accompagnateur et plus tard maître de chapelle à la basilique Sainte-Clotilde. Dans le cadre de ces fonctions il compose, outre plusieurs messes et un Requiem, de nombreuses pièces pour l'orgue et l'harmonium. En plus de ses activités de compositeur, Rousseau écrit des articles pour L'Éclair et collabore à la revue Le Maître de chapelle.
En 1890, il est lauréat d'un prix de la Société des compositeurs de musique avec une Fantaisie pour orgue. En 1892, il succède à Joseph Heyberger en tant que chef de chœur de la Société des concerts du Conservatoire. La même année, son opéra Mérowig est créé au Grand-Théâtre de Paris et remporte le prix de la Ville de Paris. En 1898, a lieu la première du drame lyrique La Cloche du Rhin à l'Opéra de Paris, et Rousseau devient professeur d'harmonie au Conservatoire.
Nommé officier d'académie dans l'ordre des Palmes académiques en 1889, il est promu officier de l'Instruction publique en 1897 et nommé chevalier de la Légion d'honneur en 1900.
En 1904, il est récompensé du prix Chartier de l'Académie des beaux-arts pour l'ensemble de sa production de musique de chambre, et son drame musical Milia est joué à l'Opéra-Comique. C'est aussi là qu'en 1910 — après sa mort — est représenté Léone.
Son fils, Marcel Samuel-Rousseau, et sa petite-fille, Éveline Plicque-Andréani, sont aussi connus en tant que compositeurs et ont tous deux remporté le prix de Rome, respectivement en 1905 et 1950, ce qui est un cas unique dans l'histoire.

## Œuvre

### Cantates et opéras
- Judith, cantate, 1876.
- La Fille de Jephté, cantate, 1878.
- Dianora, opéra-comique en un acte, 1879.
- Sabinus, opéra, 1880.
- Kaddir, opéra, 1881.
- La Florentine, opéra, 1882.
- Mérowig, opéra, créé en 1892.
- La Cloche du Rhin, opéra, 1898.
- Milia, opéra, créé en 1904.
- Léone, opéra, créé en 1910.

### Musique religieuse
- Hodie Christus natus est, motet pour le Temps de Noël; duo à voix égales et chœur à trois voix, avec accompagnement d’orgue ou d’harmonium (obligé). L’accompagnement de hautbois, violon, harpe, contrebasse (ad libitum). A, Leduc, Paris.
- Libera me Domine.
- Panis angelicus, 1893.
- Messe de Noël.
- Messe solennelle (de Pâques) pour soli, chœur et accompagnement d'orgue ou d'instruments (Leduc), 1899.
- Requiem.

### Musique pour orgue et harmonium
- Douze pièces pour orgue (Leduc), 1892 : 1. Prélude en mi♭majeur - 2. Prière en ré majeur - 3. Élégie en fa mineur - 4. Trio en la majeur - 5. Offertoire en fa majeur - 6. Mélodie en la majeur - 7. Scherzetto en mi♭mineur - 8. Cantabile en la♭majeur - 9. Verset en forme de Canon en mi♭majeur - 10. Marche Funèbre en la mineur - 11. Lamento en la mineur - Grand Chœur en ut mineur.
- Quinze pièces pour orgue (Leduc), 1894 : I. Entrée nuptiale en mi♭majeur - II. Canzona en mi majeur - III. Écho en si mineur - IV. Berceuse en si majeur - V. Scherzo en ré majeur - VI. Larghetto en fa majeur - VII. Verset de Procession en ré majeur - VIII. Communion en mi♭majeur - IX. Cantabile en sol majeur - X. Élévation en mi♭majeur - XI. Prélude en ut mineur - XII. Cantilène en sol mineur - XIII. Offertoire funèbre en ré mineur - XIV. Moderato en mi♭majeur - XV. Sortie en ré majeur.
- Fantaisie pour orgue op. 73 (Leduc), 1894.
- Mélodie et Canon en fa mineur (J. B. Millet), 1896.
- Double thème varié pour orgue (Schirmer), 1898.
- Prélude et Cantilène en si♭majeur pour orgue (Schirmer), 1898.
- L'Harmonium gradué.
- Sortie en ré majeur pour orgue ou harmonium, in Henri Delépine, Échos jubilaires des Maîtres de l'orgue, vol. 1, 1908.

### Piano, musique de chambre
- Andante en sol majeur pour piano à quatre mains, 1893.
- Cortège en mi bémol majeur pour piano à quatre mains, 1893.
- Pièce concertante pour trombone et piano, morceau de concours du Conservatoire de Paris, 1898[14].
- La Valse, adaptation symphonique sur une poésie de Sully Prudhomme, version piano solo (Lemoine), 1901.
- Deux pièces pour quatuor à cordes (Durand), 1902.
- Sonate pour violoncelle et piano (Durand), vers 1906.

## Hommages
À Paris, le square faisant face à la basilique Sainte-Clotilde a été nommé en son honneur en 1935.